# Potoc, Caraș-Severin
Potoc este un sat în comuna Sasca Montană din județul Caraș-Severin, Banat, România.

## Legături externe

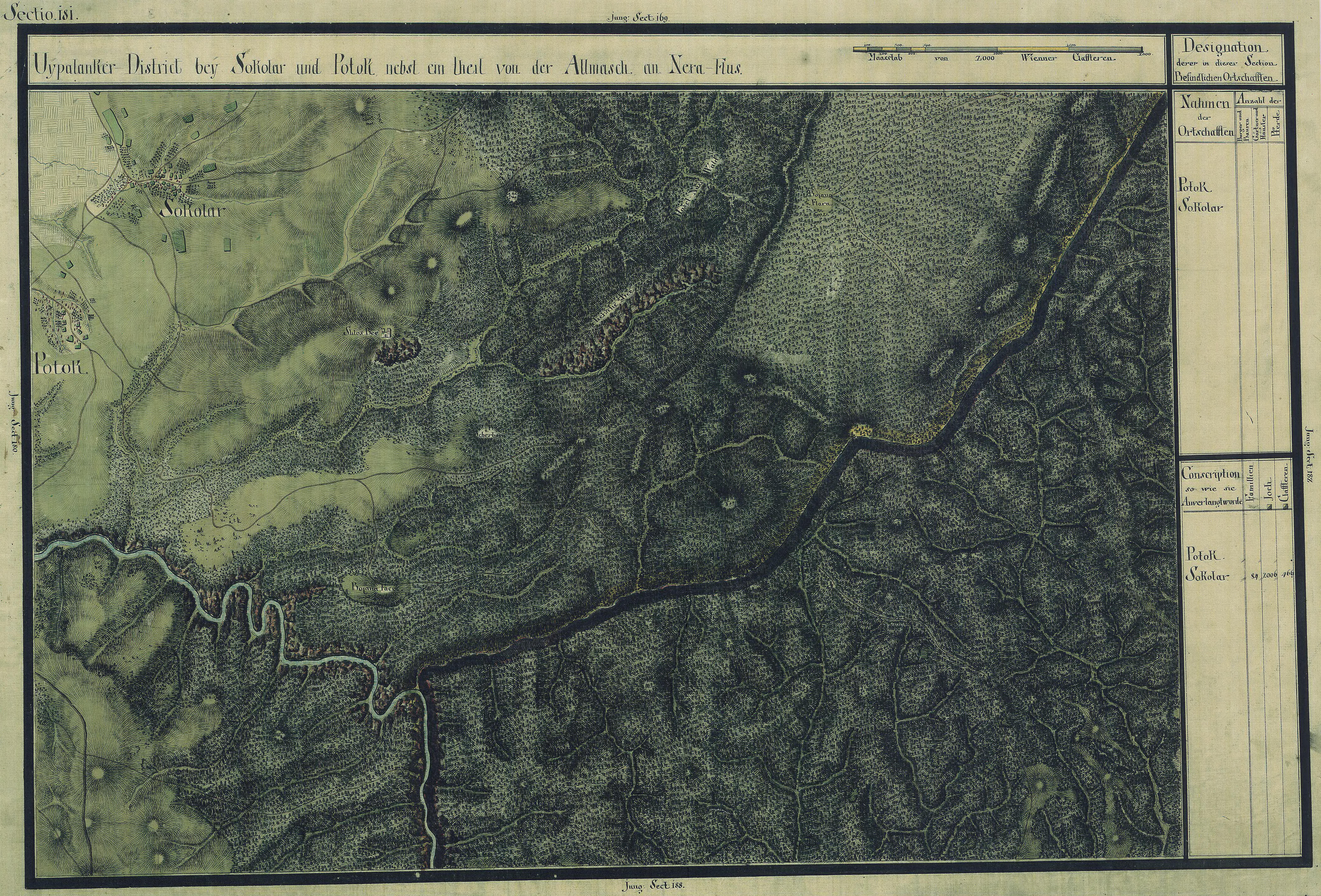
Potoc în Harta Iosefină a Banatului, 1769-72